# Tali Ploskov
Tali Ploskov (Hebreeuws: טלי פלוסקוב) (Bălți, 30 juli 1962) is een Israëlische politica die namens Kulanu sinds maart 2015 lid is van de Knesset.
Ploskov bezit een bachelor in de psychologie en is afkomstig uit Moldavië, waar ze in het schoolwezen van haar geboortestad werkte. In 1991 emigreerde ze naar Israël en vond achtereenvolgens emplooi in een verzorgingstehuis, een hotel en bij een bank.
Voor Jisrael Beeténoe kwam ze in de gemeenteraad van Arad terecht, was er in 2007 wethouder en werd in 2010 verkozen alsook in 2014 herkozen tot burgemeester van deze dicht bij het zuidelijk deel van de Dode Zee gelegen stad. Ze was burgemeester tot 2015 en als zodanig de eerste vrouwelijke immigrant uit de voormalige Sovjet-Unie die dit ambt bekleedde.
Voorafgaand aan de verkiezingen voor de 20e Knesset sloot ze zich aan bij Kulanu en verwierf als nummer zes op de kandidatenlijst een zetel in het parlement, waarbinnen ze onder meer het ambt van vicevoorzitter van de Knesset vervult.